# Yank Crime
Az 1994-es Yank Crime a Drive Like Jehu második, egyben utolsó nagylemeze. Ez volt az együttes első kiadványa nagyobb lemezkiadónál. Az album megjelenése után turnézni mentek, de a következő évben felbomlottak, mivel a tagok különböző irányban folytatták munkásságukat. Az album szerepel az 1001 lemez, amit hallanod kell, mielőtt meghalsz című könyvben.

## Az album dalai
|     | Cím                        | Szerző(k)       | Hossz |
| --- | -------------------------- | --------------- | ----- |
| 1.  | Here Come the Rome Plows   | Drive Like Jehu | 5:44  |
| 2.  | Do You Compute             | Drive Like Jehu | 7:12  |
| 3.  | Golden Brown               | Drive Like Jehu | 3:14  |
| 4.  | Luau                       | Drive Like Jehu | 9:27  |
| 5.  | Super Unison               | Drive Like Jehu | 7:24  |
| 6.  | New Intro                  | Drive Like Jehu | 3:32  |
| 7.  | New Math                   | Drive Like Jehu | 4:06  |
| 8.  | Human Interest             | Drive Like Jehu | 3:24  |
| 9.  | Sinews                     | Drive Like Jehu | 9:12  |
| 10. | Hand Over Fist*            | Drive Like Jehu | 4:24  |
| 11. | Bullet Train to Vegas*     | Drive Like Jehu | 2:40  |
| 12. | Sinews* (eredeti változat) | Drive Like Jehu | 9:32  |

A *-gal jelölt dalok csak a 2003-as kiadáson szerepelnek.

## Közreműködők
- Rick Froberg – gitár, ének
- John Reis – gitár, háttérvokál
- Mike Kennedy – basszusgitár
- Mark Trombino – dob
- Rob Crow – háttérvokál a Luaun

## Fordítás
Ez a szócikk részben vagy egészben a Yank Crime című angol Wikipédia-szócikk ezen változatának fordításán alapul.  Az eredeti cikk szerkesztőit annak laptörténete sorolja fel. Ez a jelzés csupán a megfogalmazás eredetét és a szerzői jogokat jelzi, nem szolgál a cikkben szereplő információk forrásmegjelöléseként.